# De tre ravinernas damm
De tre ravinernas damm (förenklade kinesiska tecken: 三峡大坝, traditionella kinesiska tecken: 三峽大壩; pinyin: Sānxiá dàbà) är en vattenkraftsdamm i Yangtze-floden (kinesiska: 长江; pinyin: Chángjiāng) i sydvästra Kina på gränsen mellan Hubei och Chongqing. Längst ned, vid staden Yichang i Hubei, ligger den stora kraftstationen, Gezhouba. Dammen började byggas 1994 och när den färdigställdes 2012 var den världens största damm.

## Översikt
Dammen är döpt efter De tre ravinerna som floden flyter igenom, uppströms från dammen sett. Den är 2 309 meter lång och får en höjd av 185 meter. De 34 turbinerna kan producera en niondel av Kinas elbehov (med en total effekt på 22 500 megawatt). Vattenmagasinet började fyllas 1 juni 2003 och när det är fyllt kommer det att sträcka sig ända upp till Chongqing, nästan 600 kilometer bort. De 32 huvudturbinerna har en effekt på 700 MW vardera. De två sista turbinerna är för kraftverkets egen energiförsörjning och har en effekt på 50 MW vardera.
Vattenmagasinet kommer till stor del att dränka ravinerna och många andra kulturella och arkeologiska miljöer uppströms. Detta medför att 1,4 miljoner människor är tvungna att flytta på grund av det stigande vattnet. Den 13 oktober 2007 meddelande den kinesiska regeringen att ytterligare fyra miljoner invånare kring floden måste omplaceras. Regleringen får även betydande negativ återverkan på det akvatiska ekosystemet. Det förefaller i december 2006, som om dammbygget har varit en slutlig bidragande faktor till utrotningen av den kinesiska floddelfinen. Dessa problem har medfört protester, både i och utanför Kina.
Landet är dock i mycket stort behov av elenergi, vilket är dammförespråkarnas huvudargument. Det andra argumentet är att en damm reglerar floden och därmed minskar risken för översvämningar som bara under 1900-talet skördat över 400 000 liv. Kritiker menar dock att det relativa bidraget till landets energiförsörjning kommer att minska dramatiskt i takt med ökat energibehov, och att dammen i sig bäddar för en potentiell översvämningskatastrof vid eventuella jordbävningar, materialsvagheter eller attentat. Även dammens möjligheter att stoppa översvämningar har kritiserats, då en damm producerar som mest energi när den är full, vilket leder till att dess förmåga att stoppa vatten för att förhindra översvämningar minskar. En svensk energidelegation besökte Gezhouba redan 1981 för informationsutbyte kring projektet i samband med ett statsbesök.

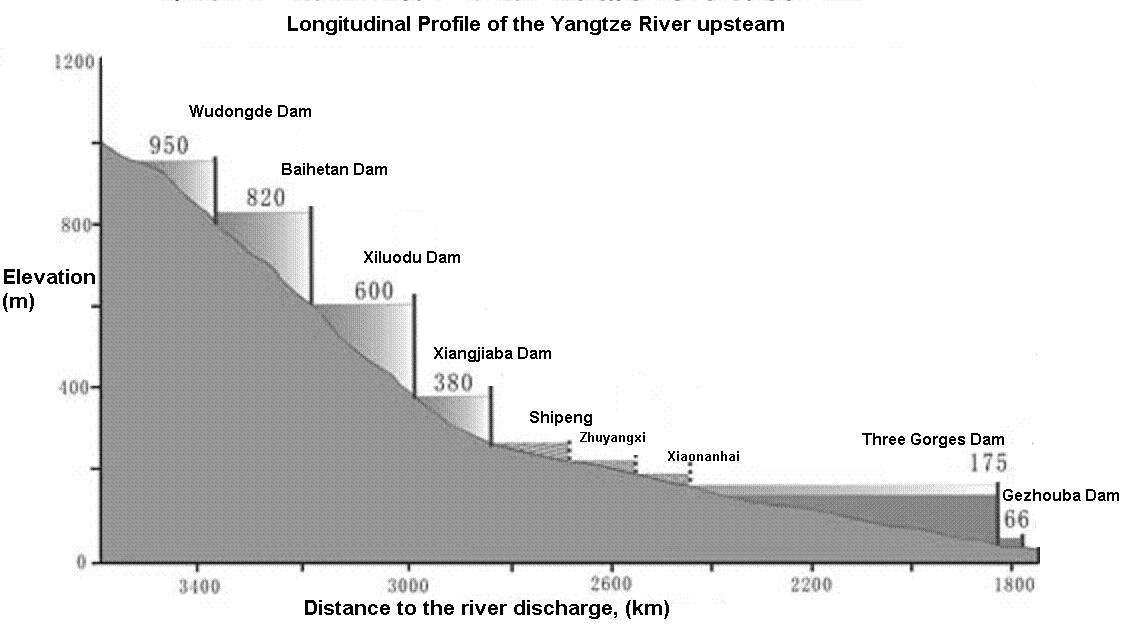
De olika dammarnas placering längs floden.

Tre raviners damm är det nedersta i en kaskadliknande serie av sammanlagt tolv ”vattenkrafts-mega-baser” som Kinas centralregering planerar att bygga längs floden Yangtzes övre och mellersta lopp, samt längs dess olika tillflöden. De tolv megabaserna kommer att innefatta sammanlagt fler än hundra vattenkraftverk. Byggandet av tre av dessa megabaser har redan inletts. Kritiker har visat på att en eventuell kollaps (orsakad av till exempel en av de i området ofta förekommande jordbävningarna) av en av de högre belägna dammarna i detta system, eventuellt skulle kunna leda till en dominoeffekt, där även lägre belägna dammar kollapsar under trycket av enorma vattenmassor.

## Kinesisk mediedebatt om projektet 2007
En intensiv mediedebatt angående dammprojektet bröt ut i kinesiska media under sommaren och hösten 2007. Lokala politiker i Chongqing och andra områden i dammens absoluta närhet har hävdat att konstruktionen av dammen kommer att leda till en ekologisk katastrof i området. De har krävt större ekonomiska bidrag från centralregeringen i Peking för att motverka dessa negativa konsekvenser.
Lokala miljöaktivister i området har hävdat att stora delar av de ekonomiska bidragen från Peking förskingrats av lokala politiker. Så har till exempel den utlovade kompensationen till invånare i området, som tvingats flytta på grund av dammens konstruktion, blivit mindre än en tredjedel av vad som ursprungligen utlovats.
Den omfattande mediedebatten har riskerat att skada den internationella bilden av Kina före de olympiska spelen i Peking (2008). Dammprojektet har en oerhört hög profil, både i Kina och internationellt.
Regeringen i Peking har svarat med flera olika medel för att lösa problemen. Flera lokala partifunktionärer som ertappats med korruption har avskedats och/eller lagförts. Fler specialister från huvudstaden har skickats ut för att övervaka och styra arbetet på plats. De ekonomiska bidragen till området har ökats, om än inte i så stor omfattning som de lokala politikerna ursprungligen krävt. Vidare har också rapporteringen i kinesiska medier angående projektet ställts under strängare kontroll från den kinesiska censuren.
Händelserna kring projektet visar tydligt att olika nivåer i det kinesiska systemet inte nödvändigtvis är av samma uppfattning. Det finns inom Kinas politiska system ofta stora spänningar mellan olika politiska grupperingar inom kommunistpartiet och mellan politiker eller administratörer på olika nivåer inom systemet.

## Dammens delar
Slussarna

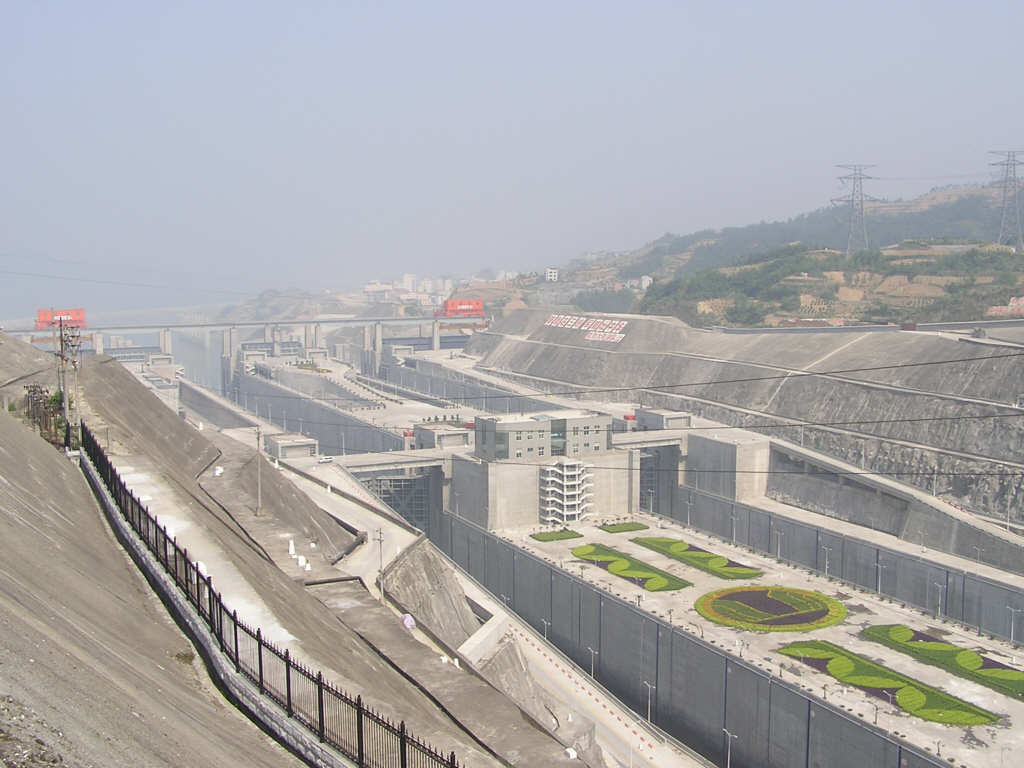
Vy över de nybyggda dubbla slussarna som låter fartyg passera dammen.

Slussystemet består av två trappstegsslussar med fem steg som tar ca fyra timmar att ta sig igenom. Slussarna är tänkta att användas i varsin riktning för att öka genomfarten av skepp då de är byggda parallellt med varandra. Slussarna är vardera 280 meter långa, 35 meter breda och 5 meter djupa, där största storleken på ett skepp som medges är 10 000 ton.    
Syftet med slussarna är att öka möjligheten till frakt över vattnet för att minska transportkostnader. Stora skepp kommer att kunna segla från Shanghai hela vägen till Chongqing (2 400 kilometer).

## Elgenerering
| År    | Antal Turbiner | TWh       |        |
| ----- | -------------- | --------- | ------ |
| 2003  | 6              | 8,607     |        |
| 2004  | 11             | 39,155    |        |
| 2005  | 14             | 49,090    |        |
| 2006  | 14             | 49,250    |        |
| 2007  | 21             | 61,600    |        |
| 2008  | 26             | 80,812    | [ 8 ]  |
| 2009  | 26             | 79,470    | [ 9 ]  |
| 2010  | 26             | 84,370    | [ 10 ] |
| 2011  | 29             | 78,290    | [ 11 ] |
| 2012  | 32             | 98,100    | [ 12 ] |
| 2013  | 32             | 83,270    | [ 13 ] |
| 2014  | 32             | 98,800    | [ 14 ] |
| 2015  | 32             | 87,000    | [ 15 ] |
| 2016  | 32             | 93,500    | [ 16 ] |
| 2017  | 32             | 97,600    | [ 17 ] |
| 2018  | 32             | 101,600   | [ 18 ] |
| 2019  | 32             | 96,880    | [ 19 ] |
| 2020  | 32             | 111,800   | [ 20 ] |
| 2021  | 32             | 103,649   | [ 21 ] |
| Total | 32             | 1,502,843 |        |